# Albert Crusat Domènech
Albert Crusat Domènech (* 13. Mai 1982 in Barcelona) ist ein ehemaliger spanischer Fußballspieler.

## Spielerkarriere

### Die Anfänge
Der gebürtige Katalane Albert Crusat startete seine Karriere als Fußballer in seiner Heimatstadt bei Espanyol Barcelona. Zunächst spielte er 2001/2002 für das B-Team von Espanyol, in der Saison 2002/2003 gar in der ersten Mannschaft. Dort kam er allerdings nur auf fünf Einsätze in seinem ersten Profijahr, weshalb er nach der Saison zu Rayo Vallecano ging. Dort lief es in Liga 2 nicht besser für ihn. Crusat spielte erneut nur fünfmal und sein Team stieg sogar in die 3. Liga ab.

### Stammspieler
Für die Saison 04/05 ging es für Albert Crusat zum Zweitliga-Aufsteiger UE Lleida, wo er den Durchbruch im Profifußball schaffte. Als Stammspieler bestritt er 35 Spiele und konnte vier Tore erzielen. Nach nur einem Jahr verließ er die Katalanen wieder und ging zum Liga-Konkurrenten UD Almería. Dort schoss er zunächst acht, dann elf Saisontore. Mit seinen Treffern half er entscheidend mit den erstmaligen Aufstieg in die Primera División zu erreichen. Auch dort hatte er einen Stammplatz inne.

## Erfolge
- 2006/07 – Aufstieg in die Primera División mit UD Almería